# 横山隆俊 (ティー・ゾーン社長)
横山 隆俊（よこやま たかとし）は、日本の実業家。T・ZONE（現・MAGねっとホールディングス）元社長。東京都出身。都留文科大学文学部卒業。

## 経歴
大学を卒業した1991年に東洋情報システム（現TIS）に入社する。1996年にTISを退社して有限会社ネットベースの取締役に就任し、翌1997年には同社社長となる。
2002年2月にT・ZONE（当時の社名はCSK・エレクトロニクス）がヴィーナスファンド・ホールディングス傘下に入ったことに伴い、同社特別顧問に就任し（これに伴い同年4月にネットベースの社長を辞任している）、同年5月に同社代表取締役社長に昇格する。会社の変革など精力的な活動を打ち出したが、2003年2月3日に体調不良を原因に社長を辞任した。